# Tourisme à Thiers

## Historique

### Révolution industrielle et début duXXesiècle

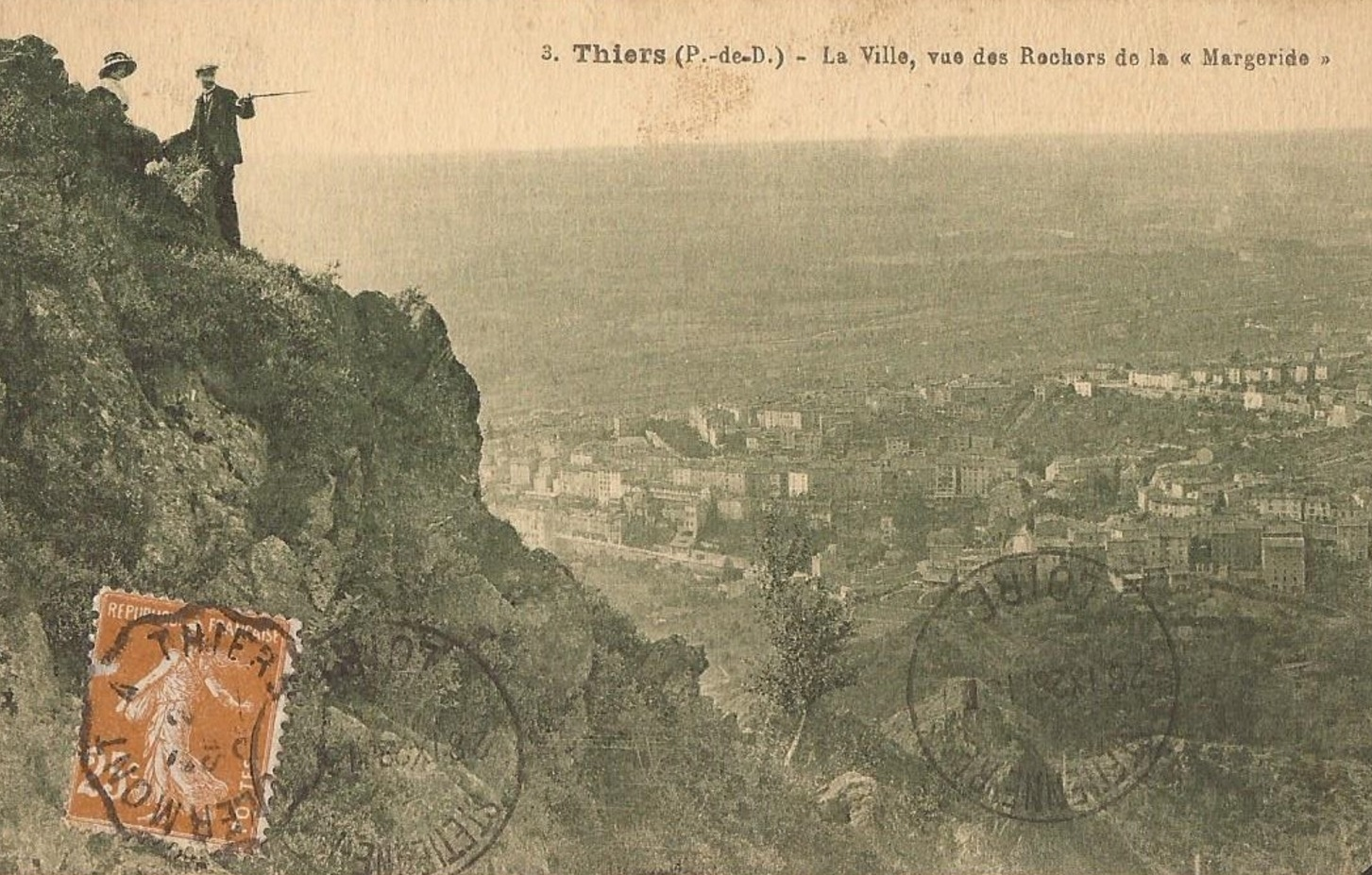
Des touristes venus admirer la vue qu'offrent les rochers de la Margeride avec le centre-ville de Thiers au second plan à la fin du XIXe siècle.

Thiers est une ville qui s'oriente tardivement vers un développement économique axé sur le tourisme. Malgré une population dense dès le Moyen Âge et une industrie engendrant un flux de personnes sur la région assez important, Thiers ne possède qu'une faible capacité hôtelière jusqu'au milieu du XXe siècle, avec seulement une hôtellerie de préfecture, ce qui est assez médiocre pour une ville de plus de 16 000 habitants entre 1866 et 1921. Si, à la veille  de la Révolution française, Legrand d'Aussy caractérise la région de Thiers comme étant une des rares régions industrielles de l'ancienne province d'Auvergne, encore jusqu'à la veille de la Seconde Guerre mondiale, Thiers oriente son économie vers l'industrie, voire de la « mono-industrie coutelière ».
Malgré une politique économique presque exclusivement axée sur l'industrie, un tourisme de passage se crée dès la fin du XIXe siècle. Plusieurs sites pittoresques de la commune sont mis à l'honneur : la vallée industrielle de la Durolle, la cité médiévale et ses maisons à colombages ainsi que des sites de plein air tels que le sentier des Margerides offrant de larges points de vue sur le centre-ville, sur la plaine de la Limagne et sur la chaîne des Puys.

### Période d'entre-deux-guerres
En 1924, un premier musée de l'histoire de la ville ouvre ses portes dans l'ancien couvent des visitandines, communément appelé « musée Barante ». Ses collections sont constituées en majorité de dons de particuliers et s’orientent autour de l’ethnographie locale, des curiosités historiques ou naturelles, ainsi que d’une collection de tableaux et d’arts graphiques. Les charges entières de ce musée, les visites, les dons, les aménagements, les inventaires et l'entretien des collections sont alors assurées par une seule personne qui assure également les fonctions de bibliothécaire et archiviste municipal. Le musée est alors ouvert toute l'année, neuf heures par semaine en moyenne et reçoit 3 102 visiteurs pour son avant-dernière année d'ouverture en 1980. Ce musée marque le point de départ d'une politique de plus en plus axée sur le tourisme culturel à Thiers.

### Trente Glorieuses
Durant la période des Trente Glorieuses, la ville connaît une hausse notable de sa fréquentation touristique qui se note par l'augmentation du nombre d'hôtels sur la commune dans cette période. Avec l'augmentation du trafic routier sur l'ancienne route nationale 89 qui traverse la ville d'est en ouest, le tourisme de passage devient un élément structurant du tourisme local. En 1981, le tourisme de passage représente près de 60 000 personnes venues visiter la ville.
La région gagne aussi en visibilité et en accessibilité, engendrant un effet sur son attractivité touristique. Alors que les Français sont de plus en plus équipés en postes de télévision, et que des médias de masse comme les cinémas se développent, la Thiers accueille des tournages de films comme L'Argent de poche de François Truffaut en 1976 totalisant plus de 1,8 million d'entrées en salles.

### Développement touristique des années1980

#### Protection du patrimoine local et mise en place de politiques touristiques importantes

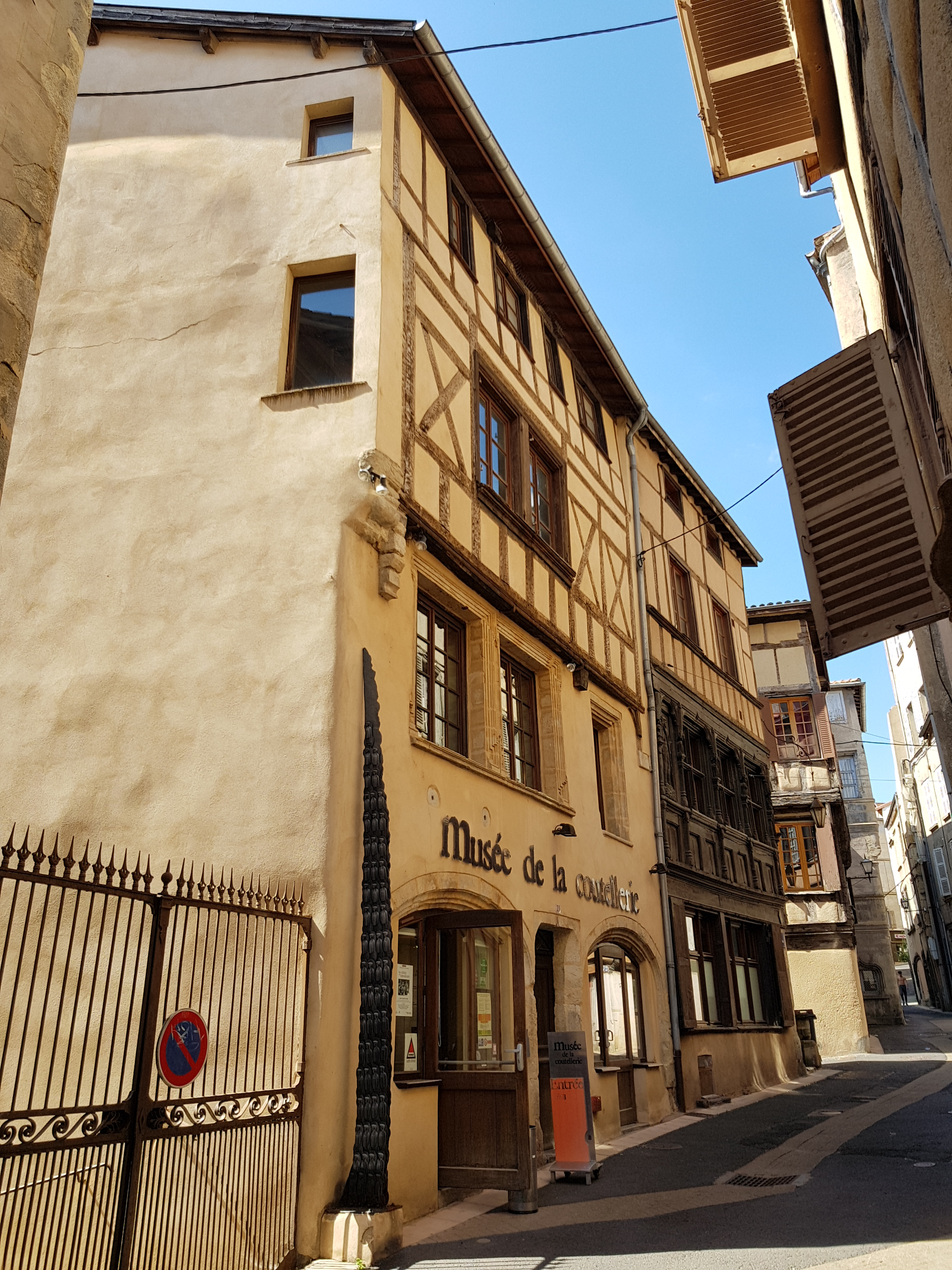
Première partie du musée de la coutellerie de Thiers dans la maison de l'Homme des bois.

Un mouvement de sauvegarde et valorisation du petit patrimoine local voit le jour dans les années 1970 et 1980 avec l'instauration d'un secteur sauvegardé dès 1985, alors que certaines activités artisanales connaissent une baisse significative de leur production. Dans cette optique de conservation, en 1979, alors que la municipalité dirigée par Maurice Adevah-Pœuf est fraîchement élue, une étude pour construire un musée de la coutellerie afin de remplacer le vieux musée Barante est commandée. Cette étude confirme le fait qu'un musée de ce type sur Thiers permettrait à la ville de devenir un site touristique incontournable de l'ancienne région Auvergne et que ce dernier pourrait avoir des effets bénéfiques sur l'économie du bassin. Le musée de la coutellerie et l’association « maison des Couteliers » intégrée au musée en 2004 ouvrent leurs portes en 1982. Leurs missions principales s’organisent autour de la sauvegarde, de la transmission et de la valorisation, respectivement des objets et des savoir-faire. Loin de figer l’ensemble dans le passé, elles sont résolument orientées vers le présent et l’avenir. Le musée, composé majoritairement des fonds de l'ancien musée Fontenille-Mondière, présente une politique d’acquisitions qui va jusqu’aux productions contemporaines, tandis que la maison des Couteliers se doit d’impulser une dynamique à la coutellerie artisanale par la production de couteaux d’art et par l’innovation dans l’emploi de matériaux et de formes nouvelles. La première année d'ouverture du musée est plutôt encourageante par rapport à la fréquentation de ce dernier : 17 000 entrées payantes en 1982.
En 1985, la ville de Thiers accueille le symposium national de sculpture monumentale métallique rassemblant des artistes venus de plusieurs pays afin de mettre en avant la ville de Thiers et son histoire industrielle. La visibilité de la ville est d'autant plus affectée puisque premier ministre de l'époque Laurent Fabius, ministre de la culture Jack Lang et député-maire Maurice Adevah-Pœuf de l'époque viennent soutenir publiquement l'événement. Ce rassemblement donne l'idée à la municipalité en place de réhabiliter une ancienne usine de coutellerie située dans la vallée des Usines pour en faire un centre d'art contemporain : dès 1988, le Creux de l'enfer ouvre ses portes au public.

Logo du symposium national de sculpture monumentale métallique.

Parallèlement à la mise en place d'une politique touristique axée sur le tourisme culturel, la ville de Thiers décide dès 1985 la construction d'une base de plein air et de loisirs, qui s'établit alors en 4 tranches annuelles de 1985 à 1988 pour un coût d'environ 31 000 000 de francs. La base de loisirs Iloa Les Rives de Thiers est inaugurée le 13 juillet 1989 en présence des préfets de région et du département, du député-maire de Thiers Maurice Adevah-Pœuf et d'un représentant de Valéry Giscard d'Estaing, alors président du conseil régional d'Auvergne. Après avoir fait le tour de la base de loisirs, l'ensemble des personnalités présentes se sont regroupées sur la petite place devant l'entrée du club house du futur golf afin de donner leur avis sur Iloa. Le vice-président du conseil général et maire de Maringues Bernard Faure exprime alors devant la foule le fait que la base de loisirs de Thiers soit « époustouflante ». Lors de l'ouverture, le golf est encore en phase de construction tandis que le club house finit d'être construit en novembre 1989.

#### «Âge d'or» du tourisme à Thiers dans les années 1990
Grâce à une promotion touristique intense portée par la municipalité de Maurice Adevah-Pœuf en place depuis 1977, la fréquentation touristique de la ville de Thiers explose et passe de 60 000 passages estimés en 1981 à plus de 300 000 visiteurs en 1995. La même année, la base de loisirs Iloa et sa piscine extérieure connaissent une fréquentation record avec respectivement plus de 150 000 et 70 000 entrées enregistrées. En 1993, le musée de la coutellerie de Thiers enregistre une fréquentation record avec plus de 63 000 entrées payantes comptabilisées. En 1998, les chiffres de fréquentation touristique de la ville pour la commune à agrandir le musée de la coutellerie : la vallée des Rouets ouvre ses portes aux visites et connaît un écho sur la presse nationale.

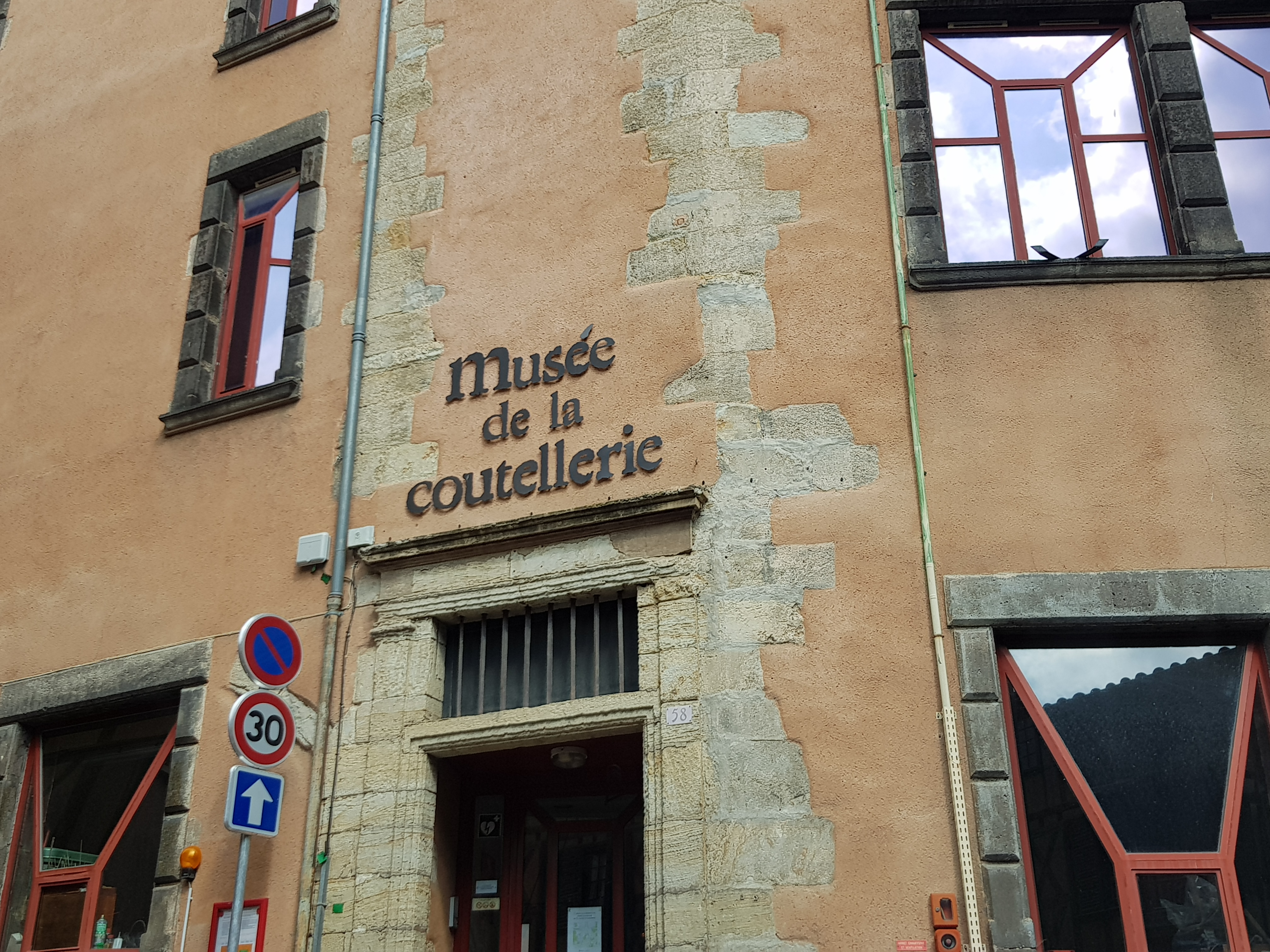
Deuxième partie du Musée de la coutellerie.
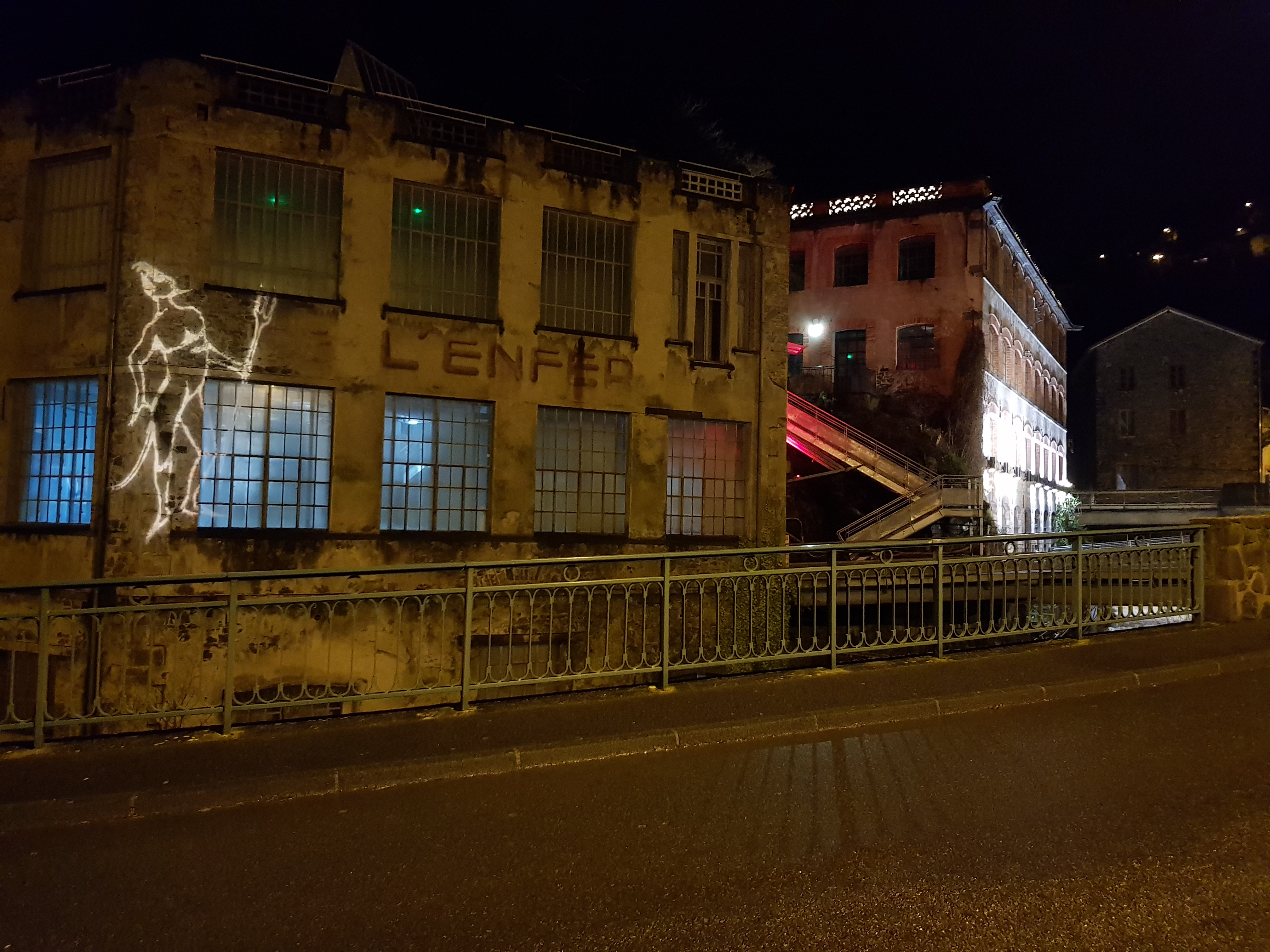
Le centre d'art du Creux de l'enfer et l'Usine du May dans la Vallée des Usines.
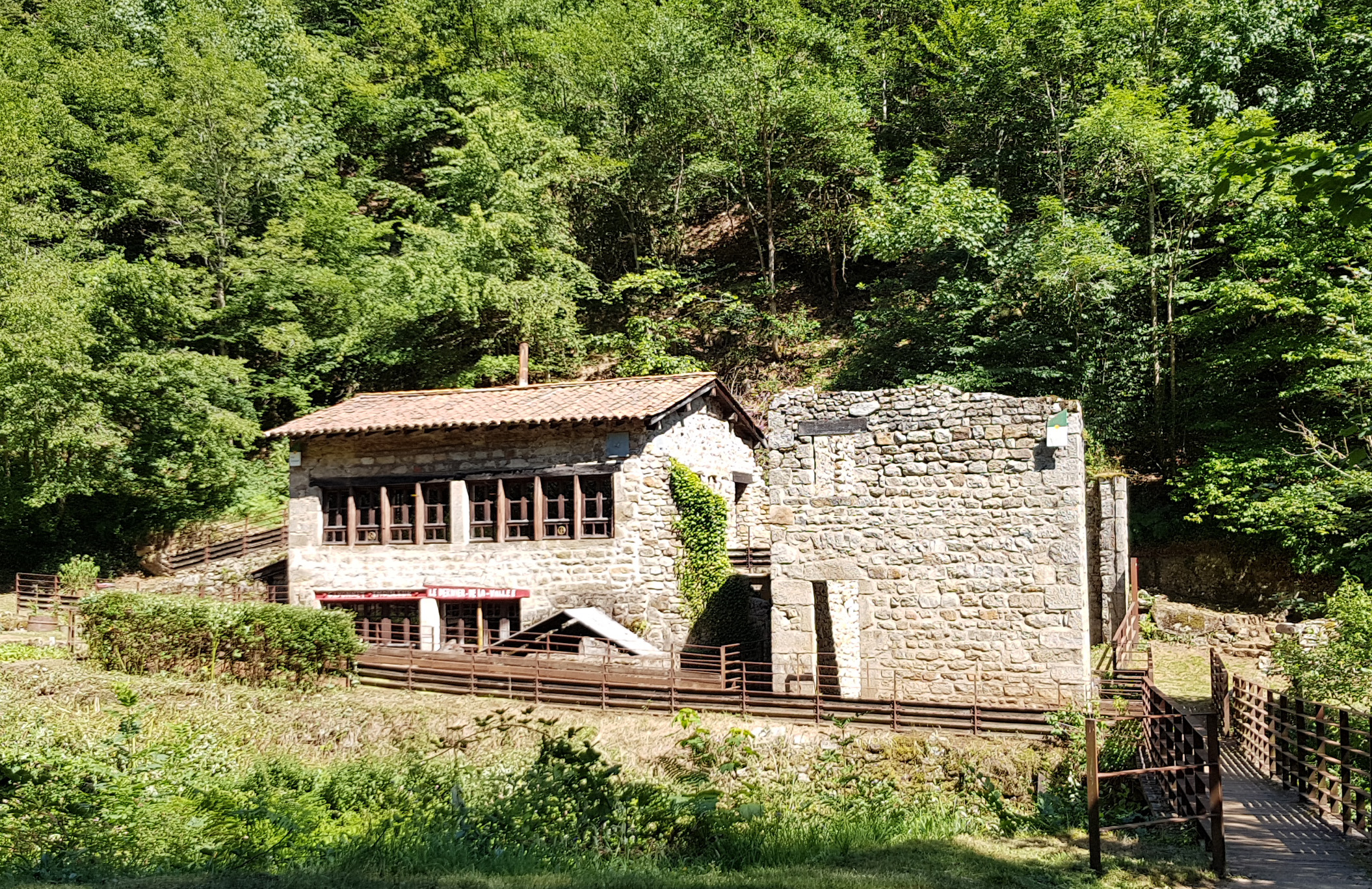
Le dernier rouet en activité de la Vallée des Rouets : chez Lyonnet.
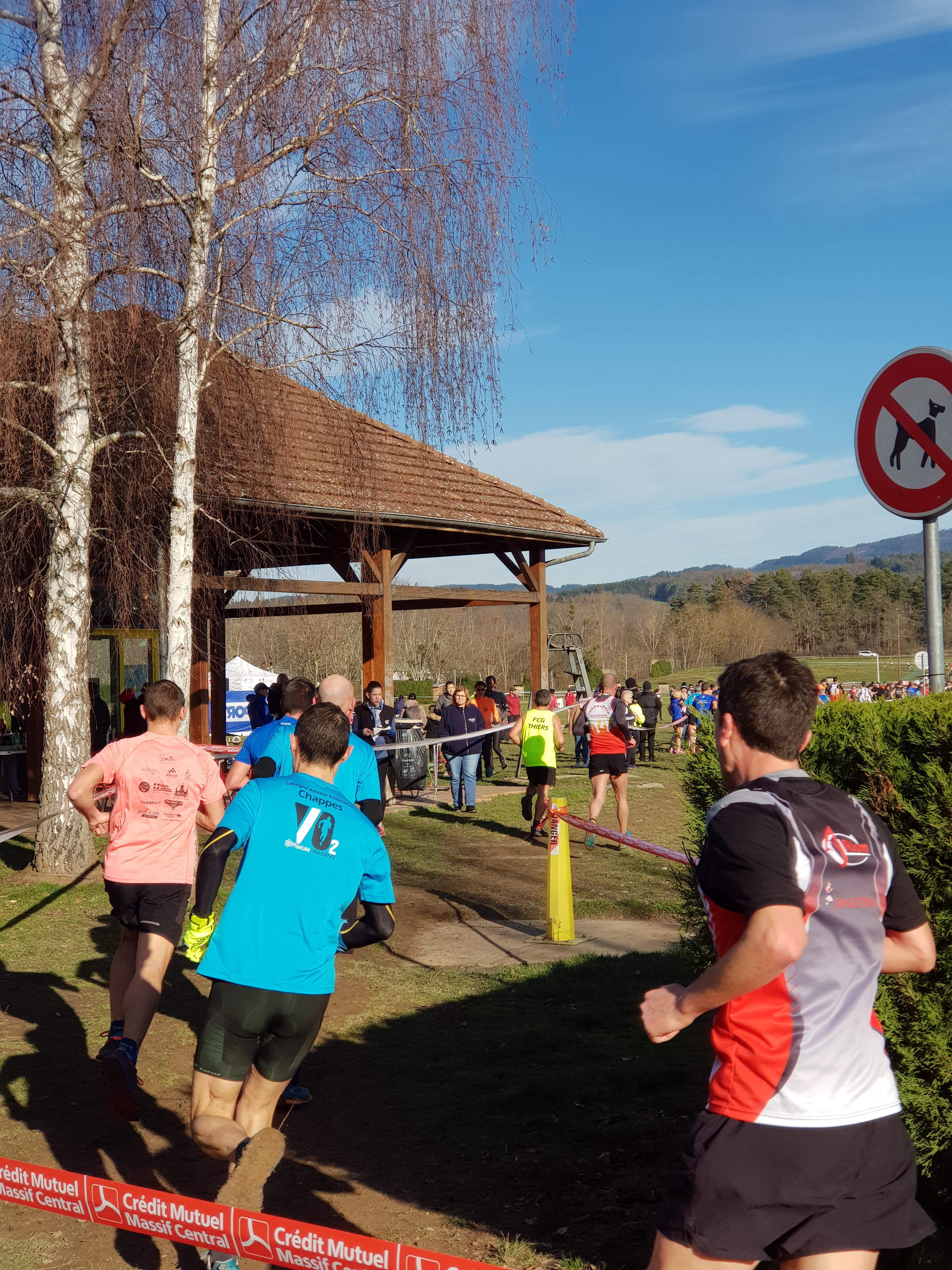
Cross départemental organisé sur la base de loisirs d'Iloa Les Rives de Thiers.

### XXIesiècle
En 2001, Thierry Déglon, l'adjoint dissident au maire sortant est élu maire de Thiers. Cette élection marque un changement de cap politique. Désormais, le tourisme n'est plus une priorité pour la majorité municipale alors en place. Deux ans après ce changement politique, la presse nationale fustige contre Thierry Déglon pour les restrictions budgétaires qu'il ordonne pour la culture, une conseillère municipale d'opposition exprime que « Le maire détruit tout ce qui est estampillé ancienne municipalité, mais il ne veut pas le reconnaître. ». Ces décision politique se font ressentir dans la fréquentation touristique de l'ensemble des infrastructures thiernoises : le musée de la coutellerie connaît une chute de sa fréquentation dès 2002 pour passer de 48 900 entrées la même année à 25 700 en 2014, dernière année de son deuxième et dernier mandat de maire de Thiers. En 2008, alors que le maire entreprend de diminuer fortement la publicité pour la base de loisirs et sa piscine depuis 2002, ce dernier annonce que la piscine d'Iloa, la plus grande piscine extérieure d'Auvergne avec près de 3 600 m² va être fermée définitivement au public,. Cette annonce, qui provoque stupeur chez les Thiernois est décriée dans la presse locale. D'après un témoignage entendu par le journal la Montagne : « Vous vous rendez compte, des gens de Vichy sont venus exprès pour la piscine et pensaient passer la journée ici. Quand ils l'ont vue fermée, ils ont été déçus. Il est évident qu'elle amenait du monde. ».
En 2014, le maire sortant est battu par Claude Nowotny aux élections municipales. Si ce dernier se montre favorable à la culture et au développement touristique de la ville de Thiers, le musée de la coutellerie et Iloa connaissent un léger rebondissement de leur fréquentation,. Le bureau d'informations touristiques de Thiers connaît une hausse de sa fréquentation de 40 % entre 2018 et 2019, passant respectivement de 7 945 à 11 158 passages.

## Cadre institutionnel
En 2020, les régions partagent avec les départements, les communes et les établissements publics de coopération intercommunale qui la composent les compétences dans le domaine du tourisme. La région Auvergne-Rhône-Alpes, le département du Puy-de-Dôme ainsi que la commune de Thiers et la communauté de communes de Thiers Dore et Montagne exercent une influence sur le tourisme local à Thiers. Le parc naturel régional Livradois-Forez exerce également une mission afin de promouvoir un tourisme durable sur son territoire, dans lequel Thiers est située. Depuis 2011, la compétence tourisme de la commune de Thiers est transférée en quasi-totalité à Thiers Dore et Montagne, mais le Musée de la coutellerie, le centre d'art du Creux de l'enfer et la Cité des couteliers restent municipaux. Thiers dispose en 2020 d'un adjoint au maire dédiée à la problématique du tourisme.
Un bureau d'informations touristiques (anciennement appelé office de tourisme) situé dans le château du Pirou fait partie des bureaux de la Maison du tourisme en Livradois-Forez.

## Économie

### Retombées économiques et commerce
L'activité touristique est la principale source de revenus pour les commerces spécialisés en coutellerie en centre-ville. En effet, le flux de visiteurs induits par la réputation de la  coutellerie de Thiers ainsi que des sites touristiques tels que la cité médiévale ou le Musée de la coutellerie attire une clientèle à haut pouvoir d'achat. Le tourisme donne lieu à la production et à la vente de souvenirs visant la clientèle touristique : couteaux, paires de ciseaux ou encore d'autres objets tranchants sont les produits les plus vendus. À la suite de la fermeture de plusieurs commerces en centre-ville et à l'érosion de la fréquentation du musée, le tourisme n'a qu'un faible impact économique dans la cité médiévale. Le déficit d’hébergement ou de structure d’accueil comme les campings réduit les durées de séjour. La clientèle de passage pour quelques heures prédomine largement.
La ville de Thiers compte environ 80 000 visiteurs tous les ans.

### Sites d'hébergement
En 2016, la commune de Thiers totalise 7 hôtels, deux en ville-haute (total de 27 chambres) et cinq en ville-basse (total de 136 chambres) ; 10 chambres d’hôtes dont cinq en centre-ville ainsi qu'un camping municipal sur la base de loisirs d'Iloa, disposant de 46 emplacements,.
Des sites d'hébergement comme Airbnb sont aussi actifs sur la commune. Ce dernier propose en 2020 près de 30 hébergements, la plupart répartis sur le centre ancien. Thiers accueille également deux aires de stationnement pour les camping-cars, près du centre-ville sur le parking de la salle Espace et sur la base de loisirs d'Iloa.

## Sources